# Maldongrat
Der Maldongrat, manchmal auch Maldonkopf genannt, ist ein Berg in Österreich, der im Bundesland Tirol liegt. Er gehört zu den Lechtaler Alpen und ist mit 2544 m ü. A. der westlichste Gipfel der Heiterwand. Der Gipfel ist ein bekannter Aussichtsberg, der vom Hahntennjoch aus über den Normalweg gut (Stellen UIAA I) zu erreichen ist. Wegen seiner teilweisen Ausgesetztheit verlangt der Weg Trittsicherheit und Schwindelfreiheit.

## Lage und Beschreibung
Der Maldongrat ist ein Berg der Lechtaler Alpen.  Er liegt am Kamm der Heiterwand und ist mit 2544 m ü. A. dessen westlichster Gipfel. Er geht östlich in die Gabelspitze (2581 m ü. A.) über und ist westlich über das Steinjöchle mit dem Falschen Kogel beziehungsweise dem Habartkamm verbunden. Südseitig weist der Berg hauptsächlich steile Gras- und Schotterhänge auf, während er Nordseitig in einer teilweise fast senkrechten, bis 400 m hohen Felswand abfällt.

## Erschließung und Zugang
Der Maldongrat ist ein bekannter Aussichtsberg und Kletterberg, der von der Hahntennjoch-Passstraße über das Steinjöchle erreichbar ist. Die größeren Talorte sind Elmen im Lechtal und Imst im Inntal, die über die Hahntennjoch-Passstraße miteinander verbunden sind. Südlich des Maldongrats liegt die Anhalter Hütte.

## Alpinismus
Der Maldongrat kann vom Hahntennjoch aus oder von der Anhalter Hütte aus über den Normalweg in einer Stunde sehr ausgesetzt erreicht werden. Die steilen Hänge der Südwestflanke, über die der Normalweg verläuft, verlangen Trittsicherheit und Schwindelfreiheit. In der Gipfelregion herrscht leichte Kletterei vor, wobei in den Schuttrinnen auf Steinschlag zu achten ist.
Für Kletterer interessant ist die semi-alpine, teilweise mit Bohrhaken gesicherte Route Westsidestory. Sie ist mit dem UIAA Schwierigkeitsgrad VI (V+ obligatorisch) bewertet. Sie ist etwa 250 m lang (7 Seillängen) und verläuft durch die westlichen Ausläufer der Maldongrat-Nordwand. Vom Ende der Route kann der Gipfel des Maldongrats über den Normalweg in etwa 25 Minuten erreicht werden. Es gibt in der Nordwand des am Maldongrats noch weitere, kürzere Kletterrouten ähnlicher Schwierigkeit.